# Enel
Enel S.p.A., acrònim de Ente nazionale per l'energia elettrica, la major empresa italiana del sector energètic.
Va ser propietària a Espanya de l'empresa Electra de Viesgo i ho és actualment d'Endesa.
Enel és la companyia elèctrica més important d'Itàlia i la tercera d'Europa per capitalització borsària.
Empresa cotitzada en les borses de Milà i Nova York des de 1999, és la companyia europea amb major nombre d'accionistes, uns 2,3 milions. Enel té una capitalització borsària de 50.000 milions d'euros a preus corrents.

## Accionistes
El Ministeri d'Economia d'Itàlia controla un 21,4% de la companyia de forma directa i un altre 10,2% de manera indirecta, a través de l'entitat controlada per l'Estat Cassa Depositi e Prestiti; i un capital flotant del 70%.